# Arquitetura de processos
Arquitetura de processos é a especificação da estrutura geral de um sistema de processos e um conceito aplicável a diversos campos tais como informática, gestão de processos de negócio, gestão estratégica etc.
Processos são definidos como um fluxo de atividades que utilizam recursos (pessoal, informações, energia etc.) para transformar as entradas (insumos) em saídas (produtos).
Processos são compostos de procedimentos com um determinado fim. Processos complexos são processos multidimensionais que são, por sua vez, constituídos de outros procedimentos que operam em diferentes esferas, órgãos, departamentos ou áreas. O resultado é uma estrutura ou uma hierarquia de processos. Se o sistema de processos é estudado hierarquicamente, é mais fácil de entender e gerenciar; entretanto, para construir uma arquitetura de processos é preciso compreender os padrões lógicos de relação entre os processos que constituem uma arquitetura coerente e fidedigna com a dinâmica real dos processos na organização. A modelagem gráfica de uma arquitetura de processos pode ser tratada pelo modelo das Redes de Petri, sendo que um formalismo matemático mais aprimorado pode ser obtido pelo uso do π-calculus. No âmbito da administração, particularmente para a modelagem de sistemas de informação, existem outras abordagens baseadas na UML. Para a contabilidade de custos, existem algumas abordagens como a de Heitger e a de Braga.
Um conceito relacionado é a Cadeia de valor.